# Jonathan Barnes
Jonathan Barnes FBA (* 26. Dezember 1942 in Much Wenlock, Shropshire) ist ein britischer Philosoph und Philosophiehistoriker analytischer Ausrichtung und einer der führenden Spezialisten für die antike Philosophie.

## Leben
Barnes besuchte die City of London School und das Balliol College in Oxford. Danach lehrte er 26 Jahre lang in Oxford, zunächst von 1968 bis 1978 als Fellow des Oriel College, anschließend als Fellow des Balliol College. Von 1995 an lehrte er als Professor für Philosophie an der Universität Genf, seit 2003 an der Université de Paris-Sorbonne. Er wurde 2006 emeritiert und lebt seither in Ceaulmont, Département Indre, einer kleinen Gemeinde in der Mitte Frankreichs.
Im Jahr 1991 setzte er sich zusammen mit einer großen Zahl renommierter Kollegen für den von israelischen Behörden ohne Angabe eines Anklagepunktes verhafteten palästinensischen Philosophen Sari Nusseibeh ein.
Jonathan Barnes ist der ältere Bruder des britischen Romanciers Julian Barnes und erscheint mit seiner Familie in einem autobiographisch motivierten Essay seines Bruders über den Tod.
Barnes ist seit 1987 Fellow of the British Academy und seit 1999 Mitglied der American Academy of Arts and Sciences.

## Forschungsschwerpunkte
Barnes ist ein Spezialist für griechische Philosophie, insbesondere für die antike Logik, und gilt als einer der führenden Interpreten Aristoteles’, dessen Denken er aus und in analytischer Perspektive untersucht. Darüber hinaus hat er unter anderem Fragmente der Vorsokratiker, verschiedene Schriften des Aristoteles, des Sextus Empiricus, Alexander von Aphrodisias und Porphyrios ins Englische übersetzt.

## Schriften (Auswahl)
Monographien
- The Ontological Argument. Macmillan, 1972.
- Logic and the imperial Stoa. Leiden [u. a.] : Brill, 1997 (Philosophia antiqua, 75), ISBN 90-04-10828-9.
- Truth, etc.: six lectures on ancient logic. Clarendon Press, Oxford 2007, ISBN 0-199-28281-1. (Google books)

Populärwissenschaftliche Einführungen
- Aristotle. Oxford University Press, Oxford 1982.
  - Deutsche Übersetzung: Aristoteles. Eine Einführung. Reclam, Ditzingen 1992, ISBN 3-15-008773-2.
- Coffee with Aristotle. Foreword by Julian Barnes. Duncan Baird, London 2008, ISBN 978-1-84483-572-0.
  - Deutsche Übersetzung: Auf einen Kaffee mit Aristoteles. Mit einem Vorwort von Julian Barnes. Aus dem Englischen übersetzt von Mara-Daria Cojocaru. DTV, München 2010, ISBN 3-423-34592-6.

Herausgeberschaften
- mit Malcolm Schofield und Richard Sorabji (Hrsg.): Articles on Aristotle. 4 Bände. Duckworth, London 1975.
- mit Malcolm Schofield und Myles Burnyeat (Hrsg.): Doubt and dogmatism: studies in Hellenistic epistemology. Clarendon Press, Oxford 1980.
- mit Julia Annas (Hrsg.): The Modes of scepticism: ancient texts and modern interpretations. Cambridge University Press, Cambridge 1985. (Google books; Axel Bühler: Rezension, PDF-Datei; 135 kB)
- mit Mario Mignucci (Hrsg.): Matter and Metaphysics. Symposium Hellenisticum IV. Bibliopolis, Neapel 1988.
- mit Miriam Griffin (Hrsg.): Philosophia togata. Essays on philosophy and Roman society. Clarendon Press, Oxford 1989.
- (Hrsg.): The toils of scepticism. Cambridge University Press, Cambridge 1994.
- (Hrsg.): The Cambridge Companion to Aristotle. Cambridge University Press, Cambridge 1996. (Google books)
- mit Miriam Griffin (Hrsg.): Philosophia togata. Band II: Plato and Aristotle at Rome. Clarendon Press, Oxford 1999.
- Monique Canto-Sperber (Hrsg.): Philosophie grecque. In Zusammenarbeit mit Jonathan Barnes, Luc Brisson, Jacques Brunschwig und Gregory Vlastos. Presses Universitaires de France, Paris 1998, ISBN 2-13-049508-7.
- (Hrsg.): Galien et la philosophie. Huit exposés suivis de discussions, Vandœuvres-Genève, 2 – 6 Septembre 2002. Entretiens préparés et présidés par Jonathan Barnes (Entretiens sur l'Antiquité Classique, tome XLIX), Genève: Fondation Hardt, 2003, ISBN 2-600-00749-0.
- mit Valentina Calzolari (Hrsg.): L'œuvre de David l'Invincible et la transmission de la pensée grecque dans la tradition arménienne et syriaque: Commentaria in Aristotelem Armeniaca - Davidis Opera. Textes réunis et édites par Valentina Calzolari et Jonathan Barnes. Vol. 1: Leiden: Brill, 2009 (Philosophia antiqua, 116), ISBN 978-90-04-16047-7.

Übersetzungen ins Englische
- (Hrsg.): The complete works of Aristotle. The revised Oxford translation. 2 Bände (Hrsg.). Princeton University Press, Princeton/New Jersey 1984; 2. Aufl. 1985; Nachdruck 1995.
- The Presocratic Philosophers. 2 Bände. Routledge and Kegan Paul, London 1979. Überarbeitet in einem Band 1982. (Google books; Google books)
- Early Greek Philosophy. Penguin, Harmondsworth 1987.
- Aristotle: Posterior Analytics. Clarendon Press, Oxford 1975. (Clarendon Aristotle Series). 2. Auflage: Aristotle's Posterior Analytics. Clarendon Press, 1993.
- Sextus Empiricus: Outlines of scepticism. Cambridge University Press, Cambridge 1994. (Svavar Hrafn Svavarsson: Rezension)
- Porphyrios: Introduction. Clarendon Press, Oxford 2003. (Google books; Alan R. Perreiah: Rezension, PDF-Datei; 116 kB)